# At Last!
Pour les articles homonymes, voir At Last.
Albums de Etta James
The Second Time Around
(1961)
Singles
1. All I Could Do Was Cry
Sortie : 1960
2. My Dearest Darling
Sortie : 1960
3. At Last
Sortie : 1960
4. Trust in Me
Sortie : 1961

At Last! est le premier album studio de l'artiste américaine de blues et de soul Etta James. Sorti sur Argo Records en novembre 1960, l'album est produit par Phil et Leonard Chess. At Last! est classé à no 12 dans le palmarès Top Catalog Albums de Billboard,.
At Last! est classé à la 191e place des « 500 plus grands albums de tous les temps »  du magazine Rolling Stone. Il est classé 62e « meilleur album des années 1960 » par Pitchfork.

## Histoire
La version originale d'At Last! est publiée sous la forme d'un LP de 12 pouces composé de dix pistes, cinq chansons sur chaque face. Phil et Leonard Chess, qui croient au potentiel pop de la voix de James, l'accompagnent avec des arrangements orchestraux sur de nombreux morceaux. At Last! génère quatre singles : All I Could Do Was Cry, Trust in Me, At Last et My Dearest Darling. L'album comprend également des reprises de standards pop et jazz, tels que Stormy Weather, A Sunday Kind of Love et I Just Want to Make Love to You. En 1987, l'album est réédité chez MCA/Chess, puis remastérisé et sorti sur CD en 1999 avec quatre titres supplémentaires interprétés en duo avec Harvey Fuqua : My Heart Cries, Spoonful, It's a Crying Shame et If I Can't Have You.

## Reprises
La chanson titre de l'album est reprise par des artistes tels que Stevie Wonder, Joni Mitchell, Leela James, Cyndi Lauper, Randy Crawford, Céline Dion et Christina Aguilera. All I Could Do Was Cry est reprise par Tina Turner et Gladys Knight & The Pips.
Beyoncé, qui joue le rôle d'Etta James dans le film Cadillac Records, interprète les chansons At Last, All I Could Do Was Cry et Trust in Me.
Une version simlish de la chanson principale est également réalisée pour la bande-annonce du onzième pack de jeu des Sims 4, My Wedding Stories.

## Réception
Depuis sa sortie, At Last! est salué par de nombreux critiques musicaux. Stephen Cook d'AllMusic attribue 5 étoiles sur 5 à l'album et écrit : « On entend la chanteuse à son apogée dans un programme swing et varié de standards de blues, R&B et jazz ». Cook fait également l'éloge du matériel enregistré pour l'album, affirmant qu'At Last! contient « un matériau solide tout du long ». Il poursuit en disant que la voix de James « gère de manière experte les standards de jazz comme Stormy Weather et A Sunday Kind of Love, ainsi que le classique du blues de Willie Dixon I Just Want to Make Love to You. James démontre sa grande facilité sur la chanson titre en particulier, car elle passe facilement d'un puissant cri de blues à un phrasé plus subtil et aéré ; son grognement de mauvaise fille, inspiré de Ruth Brown, ne fait qu'ajouter à l'intensité ».
L'auteur de Rolling Stone ajoute : « James s'est épanouie en une interprète mature et fougueuse sur ce LP envoûtant ».
At Last! se classe à no 12 dans le palmarès Top Catalog Albums Billboard. Parmi les singles de l'album, At Last, All I Could Do Was Cry, Trust in Me et My Dearest Darling sont classés respectivement nos  2, 2, 4 et 5 dans le palmarès Hot R&B Songs de Billboard. Le single At Last est également certifié disque d'or par la RIAA.

## Liste des pistes
| 1. | Anything to Say You're Mine | Sonny Thompson                                         | 2:37 |
| 2. | My Dearest Darling          | Edwin "Eddie Bo" Bocage, Paul Gayten                   | 3:05 |
| 3. | Trust in Me                 | Milton Ager, Jean Schwartz, Ned Wever                  | 3:01 |
| 4. | A Sunday Kind of Love       | Louis Prima, Barbara Belle, Anita Leonard, Stan Rhodes | 3:18 |
| 5. | Tough Mary                  | Etta James, Joe Josea                                  | 2:27 |

| Face B | Face B                          | Face B                               | Face B | Face B | Face B | Face B | Face B | Face B | Face B |
| No     | Titre                           | Auteur                               | Durée  |        |        |        |        |        |        |
| ------ | ------------------------------- | ------------------------------------ | ------ | ------ | ------ | ------ | ------ | ------ | ------ |
| 6.     | I Just Want to Make Love to You | Willie Dixon                         | 3:08   |        |        |        |        |        |        |
| 7.     | At Last                         | Mack Gordon, Harry Warren            | 3:02   |        |        |        |        |        |        |
| 8.     | All I Could Do Was Cry          | Billy Davis, Gwen Fuqua, Berry Gordy | 2:58   |        |        |        |        |        |        |
| 9.     | Stormy Weather                  | Harold Arlen, Ted Koehler            | 3:10   |        |        |        |        |        |        |
| 10.    | Girl of My Dreams               | Charles "Sunny" Clapp                | 2:25   |        |        |        |        |        |        |
| 29:11  |                                 |                                      |        |        |        |        |        |        |        |

| Pistes bonus sur la réédition du CD de 1999 | Pistes bonus sur la réédition du CD de 1999 | Pistes bonus sur la réédition du CD de 1999 | Pistes bonus sur la réédition du CD de 1999 | Pistes bonus sur la réédition du CD de 1999 | Pistes bonus sur la réédition du CD de 1999 | Pistes bonus sur la réédition du CD de 1999 | Pistes bonus sur la réédition du CD de 1999 | Pistes bonus sur la réédition du CD de 1999 | Pistes bonus sur la réédition du CD de 1999 |
| No                                          | Titre                                       | Auteur                                      | Durée                                       |                                             |                                             |                                             |                                             |                                             |                                             |
| ------------------------------------------- | ------------------------------------------- | ------------------------------------------- | ------------------------------------------- | ------------------------------------------- | ------------------------------------------- | ------------------------------------------- | ------------------------------------------- | ------------------------------------------- | ------------------------------------------- |
| 11.                                         | My Heart Cries (avec Harvey Fuqua)          | Harvey Fuqua, EttaJames                     | 2:36                                        |                                             |                                             |                                             |                                             |                                             |                                             |
| 12.                                         | Spoonful (avec Harvey Fuqua)                | Willie Dixon                                | 3:08                                        |                                             |                                             |                                             |                                             |                                             |                                             |
| 13.                                         | It's a Crying Shame (avec Harvey Fuqua)     | Fuqua, James                                | 2:54                                        |                                             |                                             |                                             |                                             |                                             |                                             |
| 14.                                         | If I Can't Have You (withavec Harvey Fuqua) | Fuqua, James                                | 2:50                                        |                                             |                                             |                                             |                                             |                                             |                                             |
| 40:21                                       |                                             |                                             |                                             |                                             |                                             |                                             |                                             |                                             |                                             |

## Personnel
- Etta James – chant
- Harvey Fuqua – chant
- Leonard Chess - producteur
- Phil Chess - producteur
- Riley Hampton - arrangeur, chef d'orchestre
- Don Kamerer - notes de pochette[1]
- Don Bronstein - couverture

## Classements

### Classement hebdomadaire
| Année | Palmarès           | Position |
| ----- | ------------------ | -------- |
| 1961  | Top Catalog Albums | 12       |

### Singles
| Année | Single                 | Palmarès,   | Position |
| ----- | ---------------------- | ----------- | -------- |
| 1960  | All I Could Do Was Cry | R&B Singles | 2        |
| 1960  | All I Could Do Was Cry | Pop Singles | 33       |
| 1960  | My Dearest Darling     | R&B Singles | 5        |
| 1960  | My Dearest Darling     | Pop Singles | 34       |
| 1961  | At Last                | R&B Singles | 2        |
| 1961  | At Last                | Pop Singles | 47       |
| 1961  | Trust in Me            | R&B Singles | 4        |
| 1961  | Trust in Me            | Pop Singles | 30       |